# Réalville

Réalville este o comună în departamentul Tarn-et-Garonne din sudul Franței. În 2009 avea o populație de 1.824 de locuitori.

## Evoluția populației
| An        | 1975  | 1982  | 1990  | 1999  | 2006  | 2009  |
| --------- | ----- | ----- | ----- | ----- | ----- | ----- |
| Populație | 1.433 | 1.421 | 1.475 | 1.541 | 1.725 | 1.824 |